# فامکه یانسن
فامکه یانسن (به هلندی: Famke Janssen) (زاده ۵ نوامبر ۱۹۶۵) بازیگر، نمایشنامه‌نویس و یک مدل پیشین هلندی است. از فیلم‌های معروف او می‌توان به شهرت، چشم‌طلایی و سری فیلم‌های مردان اکس اشاره کرد.

## فیلم‌شناسی
فهرست برخی از فیلم‌هایی که فامک جانسن در آن‌ها به ایفای نقش پرداخته‌است:
- رز سمی (۲۰۱۹)
- تمام آرزوهای من (۲۰۱۷)
- روزی روزگاری در ونیز (۲۰۱۷)
- مردان ایکس: روزهای گذشته آینده
- هانسل و گرتل: شکارچیان جادوگر (۲۰۱۳)
- ولورین (۲۰۱۳)
- ربوده شده ۲
- ربوده شده ۳
- ده
- ربوده شده (۲۰۰۸)
- مردان ایکس: آخرین ایستادگی (۲۰۰۶)
- مدح (۲۰۰۴)
- ایکس ۲: مردان متحد (۲۰۰۳)
- من جاسوس (۲۰۰۲)
- ساخته‌شده (۲۰۰۱)
- مردان ایکس (۲۰۰۰)
- خانه‌ای روی تپه جن‌زده (۱۹۹۹)
- برخاسته از اعماق (۱۹۹۸)
- شهرت (۱۹۹۸)
- مرد نان‌زنجبیلی (۱۹۹۸)
- راندرز (۱۹۹۸)
- کادر آموزشی (۱۹۹۸)
- دختر مرده (۱۹۹۶)
- چشم طلایی (۱۹۹۵)
- نمایش (۲۰۱۷)
- حواس‌پرتی (۲۰۰۸)
- پسر جهان را می‌کشد (۲۰۲۳)